# Orneta (gemeente)
De gemeente Orneta is een stad- en landgemeente in het Poolse woiwodschap Ermland-Mazurië, in powiat Lidzbarski.
De zetel van de gemeente is in Orneta.
Op 30 juni 2004 telde de gemeente 12 793 inwoners.

## Oppervlakte gegevens
In 2002 bedroeg de totale oppervlakte van gemeente Orneta 244,13 km², waarvan:
- agrarisch gebied: 56%
- bossen: 31%

De gemeente beslaat 26,41% van de totale oppervlakte van de powiat.

## Demografie
Stand op 30 juni 2004:
| Omschrijving                   | Totaal | Totaal | Vrouwen | Vrouwen | Mannen | Mannen |
| ------------------------------ | ------ | ------ | ------- | ------- | ------ | ------ |
| eenheid                        | aantal | %      | aantal  | %       | aantal | %      |
| inwoners                       | 12 793 | 100    | 6535    | 51,1    | 6258   | 48,9   |
| bevolkingsdichtheid (inw./km²) | 52,4   | 52,4   | 26,8    | 26,8    | 25,6   | 25,6   |

In 2002 bedroeg het gemiddelde inkomen per inwoner 1318,32 zł.

## Administratieve plaatsen (sołectwo)
Augustyny (z miejscowościami Gieduty, Lejławki Wielkie, Ostry Kamień), Bażyny (z miejscowością Klusajny), Chwalęcin, Dąbrówka, Drwęczno, Henrykowo, Karbowo, Karkajmy, Krosno, Krzykały, Kumajny, Miłkowo, Mingajny, Nowy Dwór, Opin (z miejscowością Biały Dwór), Osetnik, Wojciechowo, Wola Lipecka.
Zonder de status sołectwo : Bogatyńskie, Lejławki Małe.

## Aangrenzende gemeenten
Godkowo, Lidzbark Warmiński, Lubomino, Miłakowo, Pieniężno, Płoskinia, Wilczęta